# Trischalis orientalis
Trischalis orientalis là một loài bướm đêm thuộc phân họ Arctiinae, họ Erebidae.